# جان بول ميندي (لاعب كرة قدم)
جان بول ميندي (بالفرنسية: Jean-Paul Mendy) (15 أغسطس 1982 في فرنسا - ) هو لاعب كرة قدم فرنسي في مركز الوسط. لعب مع نادي أورليانز.

## وصلات خارجية
- جان بول ميندي على موقع رابطة كرة القدم الفرنسية للمحترفين (الإنجليزية)
- جان بول ميندي على موقع قاعدة بيانات كرة القدم.إي يو (الإنجليزية)
- جان بول ميندي على موقع ليكيب (الفرنسية)
- جان بول ميندي على موقع Soccerway.com (الإنجليزية)